# Wspólnota administracyjna Saulgrub
Wspólnota administracyjna Saulgrub – wspólnota administracyjna (niem. Verwaltungsgemeinschaft) w Niemczech, w kraju związkowym Bawaria, w rejencji Górna Bawaria, w regionie Oberland, w powiecie Garmisch-Partenkirchen. Siedziba wspólnoty znajduje się w miejscowości Saulgrub. Powstała 1 stycznia 1978, a przewodniczącym jej jest Michael Mangold.
Wspólnota administracyjna zrzesza dwie gminy wiejskie (Gemeinde):
- Bad Bayersoien, 1 153 mieszkańców, 17,65 km²
- Saulgrub, 1 630 mieszkańców, 35,49 km²